# António José Vieira Santa Rita
António José Vieira Santa Rita (São Pedro (Funchal), 1802 — Horta, 22 de Dezembro de 1877) político de origem madeirense que exerceu por mais de duas décadas as funções de Governador Civil do Distrito da Horta, nessas funções publicando um conjunto de notáveis relatórios sobre a vida económica e social das ilhas que compunham aquela circunscrição administrativa. Foi também deputado às Cortes e recebeu carta de Conselho.

## Biografia
António José Vieira Santa Rita nasceu na freguesia de São Pedro (Funchal), filho de António José Vieira e de Maria Lucrécia Vieira, pouco  antes de 1810.
Concluídos os estudos preparatórios no Funchal, em 1825 ingressou na Universidade de Coimbra com o objectivo de se formar em medicina. Contudo, desencadeada a crise política que desembocou nas guerras liberais, em 1826 junta-se ao Batalhão Académico, sendo obrigado, face à derrota do movimento liberal, a abandonar Coimbra em 1828 e a exilar-se para a Galiza. Tal implicou o abandono dos estudos, os quais nunca mais retomaria.
Seguiu o caminho dos exilados da Batalhão Académico, partindo da Galiza para França e depois para o depósito de Plymouth. Esteve na Terceira e fez parte dos Bravos do Mindelo, assistindo no cerco do Porto.
Terminada a guerra civil, em 1835 foi nomeado funcionário da prefeitura da Província de Trás-os-Montes e Alto Douro, ingressando assim no alto funcionalismo liberal. Nesse mesmo ano, com o fim da reforma administrativa de Mouzinho da Silveira, é transferido para a recém criada administração distrital, sendo nomeado secretário-geral do Governo Civil do Distrito da Guarda, cargo que exerceu até 27 de Dezembro de 1837.
Foi seguidamente transferido para os cargos de secretário geral dos Governos Civis da Guarda (até 27 de Dezembro de 1837), Viana do Castelo e Coimbra.
A 4 de Março de 1842 foi nomeado Governador Civil do Distrito da Horta, cargo que exerceu até 22 de Agosto de 1845, data em que foi exonerado por ter sido eleito deputado nas eleições gerais realizadas a 3 e 17 de Agosto (6.ª legislatura das Cortes). Prestou juramento como deputado a 26 de Janeiro de 1846, pelo círculo da Província Ocidental dos Açores, tendo centrado as suas intervenções parlamentares sobre matérias fiscais, com destaque para a tributação dos vinhos do Pico e a sua protecção alfandegária e para as arcaicas imposições municipais sobre as carnes verdes, matérias sobre as quais apresentou projectos de Lei.
Terminada a legislatura após apenas alguns meses, devido à Revolução da Maria da Fonte, regressou às funções de Governador Civil da Horta, reassumindo o cargo a 10 de Outubro de 1846 e nele permanecendo até 8 de Setembro de 1847.
Mantendo-se a instabilidade política no país, após uma breve interrupção, foi novamente nomeado Governador Civil da Horta a 20 de Dezembro de 1847, permanecendo no cargo até 6 de Junho de 1848, data em que foi transferido para o cargo de Governador Civil do Distrito de Angra do Heroísmo, sendo exonerado deste último cargo a 8 de Setembro de 1849, tendo de seguida partido para Lisboa.
Em Lisboa exerceu diversos cargos, entre os quais o de secretário-geral do Governo Civil (1853), tendo sempre permanecido ligado à actividade administrativa.
Nomeado novamente Governador Civil do Distrito da Horta a 14 de Agosto de 1857, exerceu este cargo sem interrupções, pese embora a instabilidade política que se vivia em Portugal, até 11 de Setembro de 1877. Com mais de vinte anos consecutivos no cargo, a duração do mandato de António José Vieira Santa Rita como Governador Civil da Horta nunca foi batida na governação açoriana (Mota Amaral não completou vinte anos), sendo prova irrefutável da sua habilidade política.
Durante o seu longo mandato, Santa Rita destacou-se na sua actividade em prol da economia local, tendo elaborado relatórios ao Governo português que são hoje importantíssimos documentos para o estudo das condições sócio-económicas das ilhas do oeste açoriano.
Faleceu na Horta a 22 de Dezembro de 1877, sendo hoje recordado na toponímia da cidade. Teve carta de Conselho e foi comendador da Ordem de Cristo e da Ordem de Nossa Senhora da Conceição de Vila Viçosa. Pela sua participação nas guerras liberais recebeu a medalha de D. Pedro e D. Maria.

## Obra
- Relação do estado industrial do distrito administrativo da Horta, 28 de Abril de 1846. M. O. P., Ministério do Reino, 2D- 2R, 12.
- Relatório apresentado pelo governador civil do districto administrativo da Horta António José Vieira Santa Rita, à Junta Geral do mesmo Distrito na sessão ordinário de 1867. Horta, Typ. Hortense.
- (Relatório sem título, de visita à ilha das Flores), 23 de dezembro de 1869, Biblioteca e Arquivo Público de Angra do Heroísmo.